# Narin Channarong
Narin Channarong (thailändisch นรินทร์ ชาญนรงค์, * 13. August 1998 in Nonthaburi)  ist ein thailändischer Fußballspieler.

## Karriere
Narin Channarong erlernte das Fußballspielen in der Jugendmannschaft vom Chonburi FC. Hier unterschrieb er 2015 auch seinen ersten Profivertrag. Der Verein aus Chonburi spielte in der höchsten Liga des Landes, der Thai Premier League. Die komplette Saison wurde er an den Drittligisten Phanthong FC ausgeliehen. 2016 wechselte er zum Zweitligisten Thai Honda Ladkrabang nach Bangkok. 2016 wurde er mit Thai Honda Meister der Thai Premier League Division 1 und stieg somit in die erste Liga auf. Für Thai Honda spielte er viermal in der ersten Liga. 2018 wechselte er für ein Jahr zum Ligakonkurrenten Chainat Hornbill FC. Für den Verein aus Chainat absolvierte er drei Erstligaspiele. 2019 spielte er die Hinserie für den Drittligisten Bangkok FC, die Rückserie lief er für den ebenfalls in der Thai League 3 spielenden North Bangkok University FC auf. Anfang 2020 wurde er vom Zweitligisten Samut Sakhon FC aus Samut Sakhon unter Vertrag genommen. Hier kam er nicht zum Einsatz. Im Oktober 2020 unterschrieb er einen Vertrag beim Viertligisten Muangnont Bankunmae FC. Nachdem die Liga nach dem zweiten Spieltag abgebrochen wurde, wurde während der Unterbrechung die Vierte Liga und die Dritte Liga zusammengelegt. Bankunmae spielte fortan in der Dritten Liga. Hier trat der Verein in der Bangkok Metropolitan Region an. Im Sommer 2022 wechselte er zu Saisonbeginn zum Erstligisten Nakhon Ratchasima FC. Am Ende der Saison 2022/23 musste er mit dem Verein aus Nakhon Ratchasima in die zweite Liga absteigen. Nach dem Abstieg verließ er den Verein und schloss sich im August 2023 dem Zweitligisten Customs United FC an. Am Ende der Saison 2023/24 belegte er mit dem Klub den vorletzten Tabellenplatz und musste somit in die dritte Liga absteigen. Nach dem Abstieg wurde sein Vertrag nicht verlängert. Im August 2024 unterschrieb er einen Vertrag beim Drittligisten Raj-Pracha FC. Mit dem Verein aus der Hauptstadt Bangkok spielt er in der Western Region der Liga.

## Erfolge
Thai Honda Ladkrabang
- Thailändischer Zweitligameister: 2016  ▲